# Большая Добринка
Большая Добринка — село в Эртильском районе Воронежской области России.
Административный центр Большедобринского сельского поселения.

## География
Протекает р. Большой Эртиль.

### Улицы
| - ул. Больничная - ул. Восточная - ул. Гагарина - ул. Дачная - ул. Северная | - ул. Солнечная - ул. Степная - ул. Труда - ул. Центральная - ул. Южная | - пер. Восточный |

## История
Село основано в XVIII веке переселенцами из села Добринка Липецкой области. Сначала называлось Добринскими Выселками. А само же название произошло от старинного села Доброе (ныне райцентр Липецкой области).

## Население
| 2000 | 2010 | 2016 | 2018 |
| ---- | ---- | ---- | ---- |
| 638  | ↘495 | ↘441 | ↘415 |

В 2005 году численность населения составляла 597 человек.